# 皮欽查縣
1°25′S 79°49′W / 1.417°S 79.817°W
皮欽查縣（西班牙語：Cantón Pichincha），是厄瓜多爾的縣份，位於該國西部，由馬納比省負責管轄，面積1,067平方公里，2001年普查人口總數為29,945人，該縣份人口密度為每平方公里28.06人。